# Quận Sanpete, Utah
Quận Sanpete là một quận thuộc tiểu bang Utah, Hoa Kỳ. Quận lỵ đóng ở Manti, Utah6. Quận có thể đã được đặt tên theo một tù trưởng bộ tộc Ute tên là Sanpitch, tên gọi này hay bị viết chệch thành Sanpete (hoặc "San Pete"). Dân số theo điều tra năm 2010 của Cục điều tra dân số Hoa Kỳ là 27822 người.

## Địa lý
Theo Cục điều tra dân số Hoa Kỳ, quận này có diện tích 4150 km2, trong đó có km2 là diện tích mặt nước.